# Hippolyte de Looz-Corswarem
Hippolyte Edouard Jean Henri, comte de Looz-Corswarem, né le 4 juillet 1817 à Avin et mort le 19 octobre 1890, est un général et homme politique belge.

## Biographie
Hippolyte de Looz-Corswarem est le fils unique du général Jean de Looz-Corswarem et de Marie-Henriette Marechal. Il épouse la comtesse Ferdinande de Liedekerke-Beaufort (1817-1890), nièce d'Hilarion et Charles Alexandre de Liedekerke-Beaufort.
Il étudie la philosophie à l'Université libre de Bruxelles (1836-1837). De 1860 à 1863, il est conseiller provincial. En 1863, il est élu sénateur libéral du district de Liège et conserve ce mandat jusqu'à sa mort.
Il est également colonel commandant (1870-1883) et général-major commandant supérieur de la Garde civique à Liège (1884-1890).

## Mandats et fonctions
- Conseiller provincial : 1860-1863
- Membre du Sénat belge : 1863-1890

## Sources
- Jean-Luc de Paepe & Christiane Raindorf-Gerard, Le Parlement belge, 1831-1894. Données biographiques, Brussel, 1996.